# Oakford (Devon)
Oakford – wieś i civil parish w Anglii, w hrabstwie Devon, w dystrykcie Mid Devon. W 2011 roku civil parish liczyła 358 mieszkańców. Oakford jest wspomniana w Domesday Book (1086) jako Alforde/Alforda.